# Villa Cléopâtre
La Villa Cléopâtre, à l'origine Villa Waldert, est située dans la ville thermale de Karlovy Vary en Tchéquie. Elle a été construite en 1897, selon le projet d'Alfred Bayer, par le constructeur Josef Waldert. Depuis sa création, elle était reliée à l'hôtel voisin Savoy Westend ; même propriétaire et constructeur, et même architecte. Elle fait désormais partie du complexe hôtelier Savoy Westend.

## Histoire
Parallèlement aux préparatifs pour la construction du bâtiment voisin, le Savoy-Westend-Hotel, le projet des années 1895-1896 est également réalisé par l'architecte Alfred Bayer. Dès la fin de la construction, qui a eu lieu en 1897, le bâtiment fut rebaptisé Villa Cléopâtre.

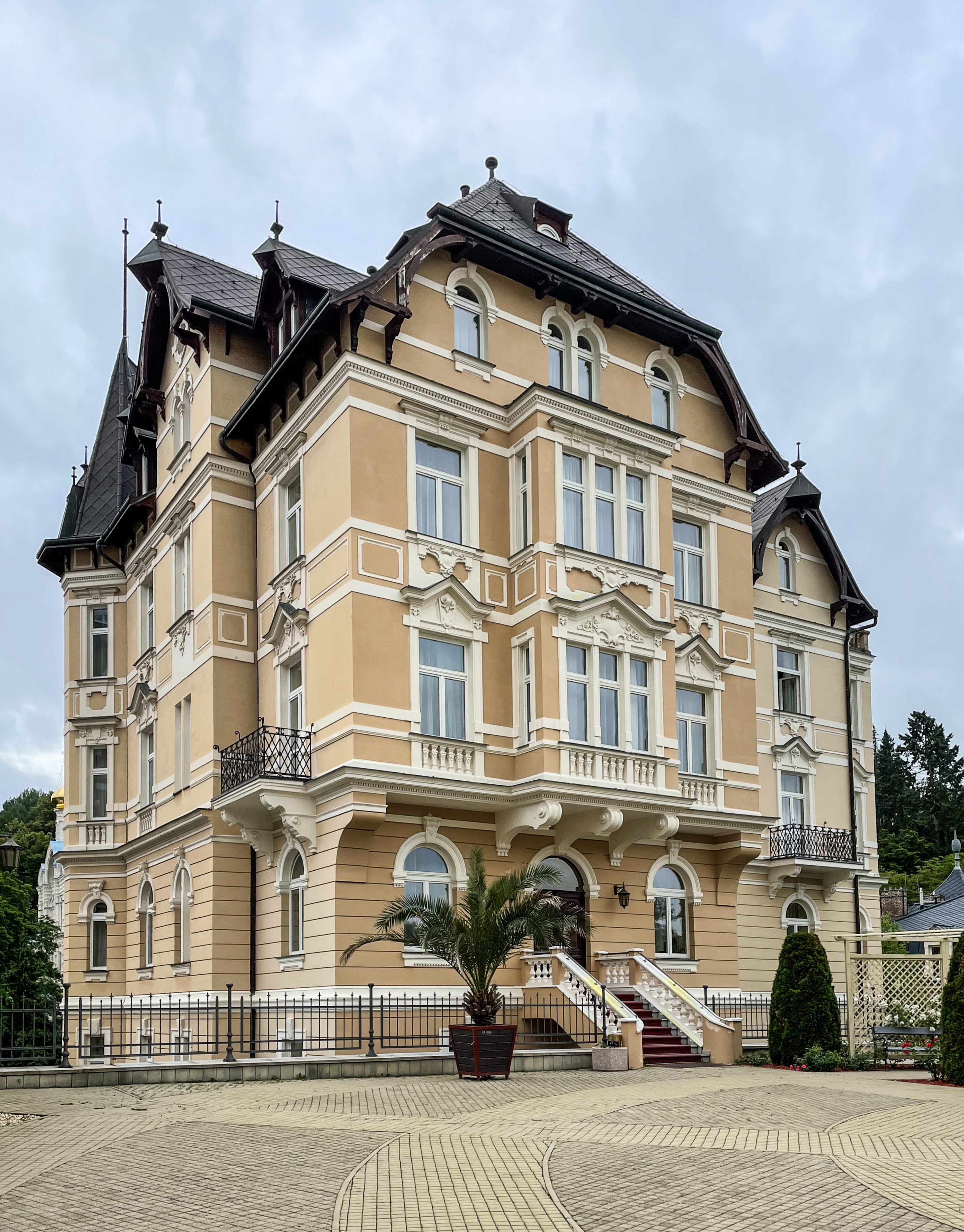

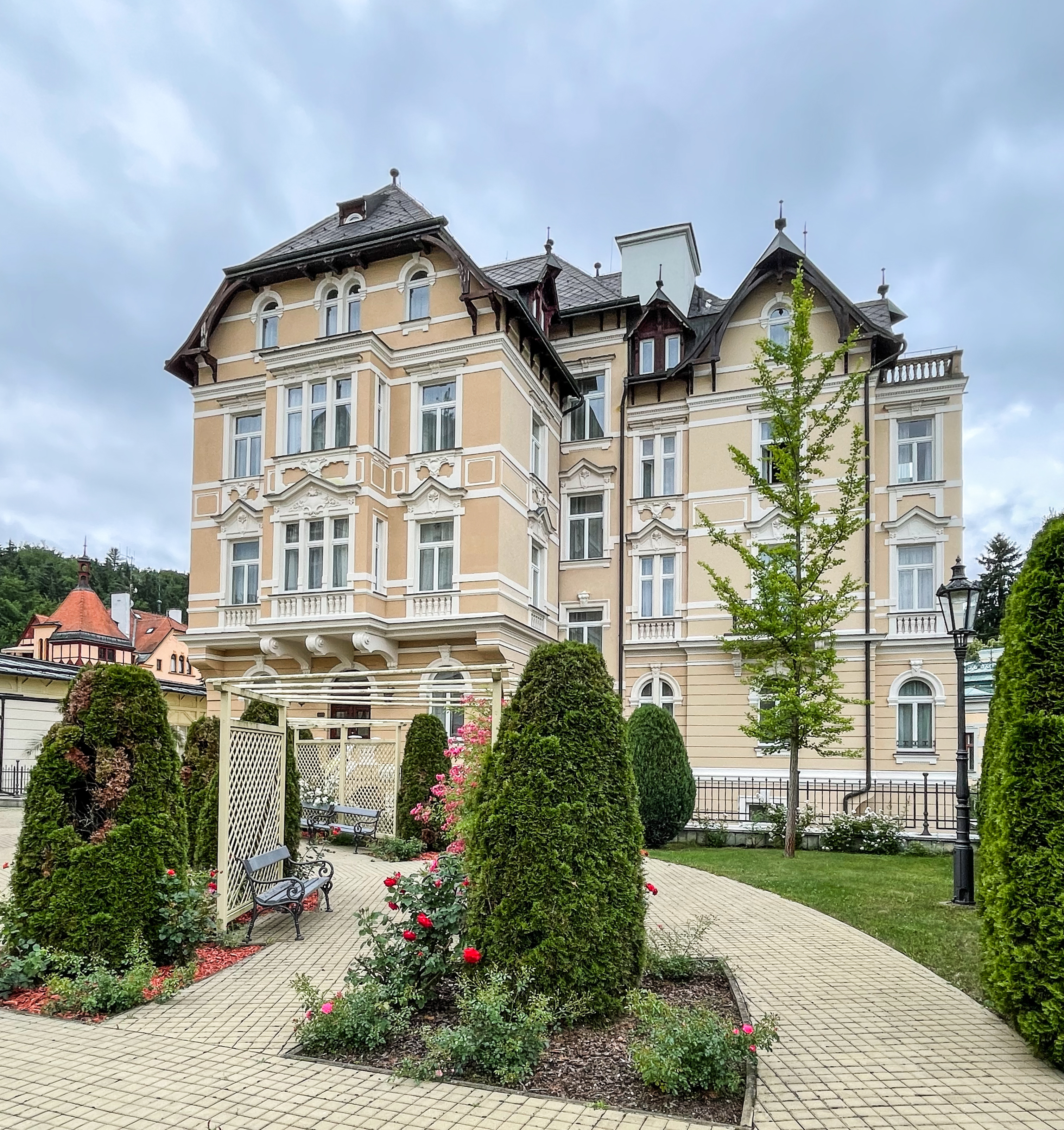

En 1935, Josef Waldert fut enregistré comme propriétaire de la villa.
Après la Seconde Guerre mondiale, la villa fut nationalisée. En 1957, l'hôtel Savoy Westend, appartenait aux thermes d'État tchécoslovaques et la villa, alors déjà nommée Cléopâtre, devint sa dépendance. Après la Révolution de Velours, un appel d'offres public a eu lieu en 1999, proposant à la vente les villas Artemis, Carlton, Cléopâtre et Rusalka. La reconstruction a modifié tout le complexe de villas thermales. Le nouvel ensemble a été mis en service au début de la saison thermale 2005, nommé Luxury Spa Hôtel Savoy Westend,

## Articles liés
- Hôtel Savoy Westend (Villa Savoy)